# Piblange
Piblange (Duits: Pieblingen) is een gemeente in het Franse departement Moselle (regio Grand Est). De plaats maakt deel uit van het arrondissement Forbach-Boulay-Moselle. Piblange telde op 1 januari 2022 965 inwoners.

## Geografie
De oppervlakte van Piblange bedroeg op 1 januari 2022 9,59 vierkante kilometer; de bevolkingsdichtheid was toen 100,6 inwoners per km².

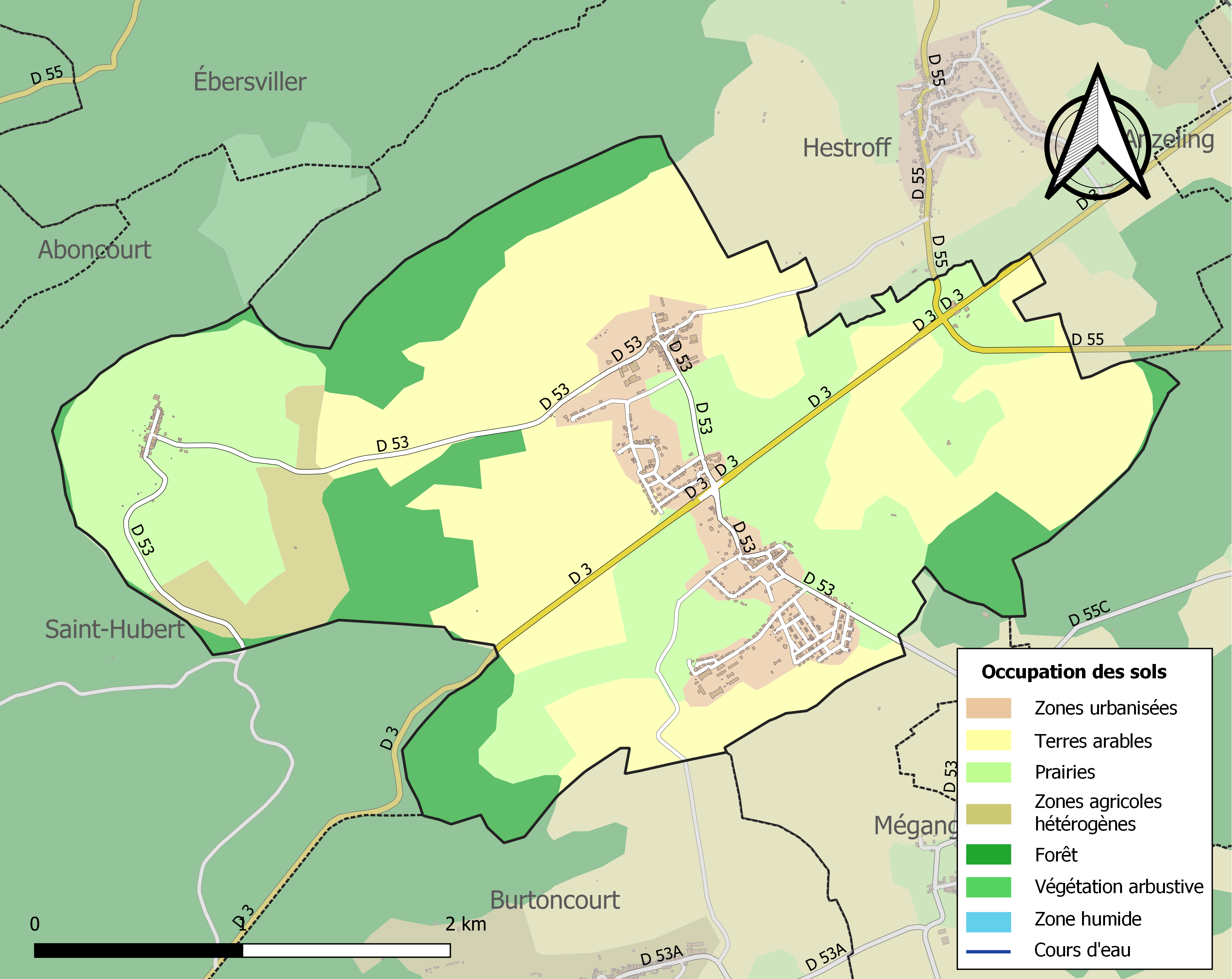
Kaart van de gemeente met de belangrijkste infrastructuur, bodemgebruik en omliggende gemeenten

## Demografie
Onderstaande figuur toont het verloop van het inwonertal (bron: INSEE-tellingen).